# Liutold d'Eppenstein
Liutold d'Eppenstein (nascut al voltant de 1050, mort el 12 de maig de 1090) va ser comte d'Eppenstein, duc de Caríntia i marcgravi de Verona (1077-1090) succeint en aquestos dos últims al duc Bertold II de Zähringen que havia estat deposat per la dieta d'Ulm, per haver-se revoltat contra l'emperador.
Era el segon fill del comte Marquard IV d'Eppenstein i la seva esposa Liutbirga de Plain, i era per tant net de l'ex duc de Caríntia Adalberó d'Eppenstein, que havia estat deposat per l'emperador Conrad II el 1035. El seu pare Marquard IV, amb el suport de la noblesa caríntia, havia començat a dominar el ducat des de 1056 i els dos successius ducs nomenats no havien aconseguit mai dominar el ducat. Marquard IV (que podria haver agafat el títol ducal el 1073, si bé no hi ha documents acreditatius) va morir el 1076 i el va succeir el seu fill Liutold. Finalment el 1077 el duc de designació imperial Bertold de Zähringen fou deposat per l'emperador (contra el que Bertold s'havia revoltat) i va optar per concedir el ducat (i l'annexa marca de Verona) a Liutold, que en tenia el control efectiu, i que quan tornava de Canossa li havia donat un salconduit per passar a través de les seves possessions de Caríntia i Estíria en el seu camí de retorn a Alemanya. Els dominis dels Eppenstein no obstant es van reduir significativament, ja que Enric IV va donar la marca de Friül (que formava una bona part de la Marca de Verona) al Patriarcat d'Aquileia, mentre que la marca de Carantània que depenia de Caríntia, fou conservada per la dinastia dels Ottokars comtes de Steyr (d'on va derivar el nom d'Estíria) que la posseïen des de 1055.
Tot i que s'havia casat dues vegades (no es coneix els noms de les esposes), va morir sense descendència (1090). Va ser succeït pel seu germà menor, Enric V. Liutold està enterrat a l'Abadia de St Lambrecht a Estíria.